# Mijn opa de bankrover
Mijn opa de bankrover is een Nederlandse jeugdfilm uit 2011 onder regie van Ineke Houtman, naar een scenario van Sjoerd Kuyper.

## Verhaal
Tienermeisje Grace (Zoë van der Kust) woont bij haar moeder Birgit (Loes Haverkort) en  stiefvader Teun (Waldemar Torenstra). Birgit wil haar niets vertellen over de biologische vader van Grace, Bo, een Surinamer. Grace ontdekt via de nachtclub in Rotterdam waar hij vroeger werkte, en via zijn broer in Nederland, dat hij dood is, maar dat zijn moeder nog wel leeft, en in Suriname woont. Ze wil haar opzoeken, en vraagt haar opa Gerrit (Birgit's vader, Michiel Romeyn), waarmee ze goed kan opschieten, of hij mee gaat. Dat wil Gerrit wel, ook omdat hij wegens dementie door zijn familie in een bejaardenhuis is gestopt, waar hij het niet naar zijn zin heeft.
Hij heeft ook geld genoeg op de bank, maar een probleem is dat hij op aandringen van zijn familie een papier heeft getekend dat blijkt in te houden dat hij ermee instemt dat hij niet meer dan €100 per week van zijn tegoed mag opnemen. Aangemoedigd door Grace berooft Gerrit daarom de bank van zijn eigen tegoed. Twee journalisten (Yes-R en Lange Frans) doen rappend verslag. Gerrit wordt gelijk gearresteerd, maar Grace heeft ongezien het geld van Gerrit overgenomen, en neemt het mee. Gerrit wordt snel weer vrijgelaten omdat het hem, dement zijnde, niet al te kwalijk wordt genomen. Het gestolene wordt verrekend met zijn tegoed.
Birgit stemt uiteindelijk ermee in dat Grace met Gerrit naar Suriname gaat. Ze vertelt Grace dat  Bo bij een auto-ongeluk is omgekomen, 's nachts op de dan gevaarlijke weg van Paramaribo naar Albina, en biecht ook aan haar iets op dat ze nooit aan de politie of Bo zijn familie heeft verteld: dat zij de auto bestuurde. Op aanraden van de stervende Bo hebben ze van plaats gewisseld, omdat ze als 17-jarige geen rijbewijs had.
In Suriname ontmoeten Grace en Gerrit de oma van Grace. Gerrit ontdekt dat hij iets te veel geld van de bank heeft gekregen en maakt het verschil over naar de bank.

## Rolverdeling
- Kees Boot als Kneel
- Loes Haverkort als Birgit
- Katja Herbers als Juffrouw Metz
- Micha Hulshof als Willem
- Tanja Jess als Elles
- Lotje Molin als Jonna
- Michiel Romeyn als Opa Gerrit
- Terence Schreurs als Madame
- Waldemar Torenstra als Teun
- Zoë van der Kust als Grace
- Mandela Wee Wee als Papa Bo
- Manoushka Zeegelaar-Breeveld als grootmoeder
- Mees Halsema als Thijs